# シャルル・ガルニエ
シャルル・ガルニエ（Charles Garnier、1825年11月6日 - 1898年8月3日）は、フランスの建築家。パリ・オペラ座（ガルニエ宮）やモンテカルロの国営カジノの設計で知られる。

## 経歴・概要
1825年、パリの下町である現在のパリ5区ムフタール通り(ムフタール街)に生まれる。父は鍛冶職人で、母はレース編屋。親は教育熱心で、学費捻出のために働いたという。1842年、エコール・デ・ボザールに併設する新古典主義建築の大家ルイ＝イボリット・ルバのクラスの下に学び師事する。卒業試験に際しては、「工業製品の展示ギャラリーとコンセルヴァトワール・デザール・エ・メティエ (Un conservatoire des arts et métiers, avec galerie d'expositions pour les produits de l'industrie)」を提出している。
1848年、23歳の時にボザールにおけるテーマでローマ大賞を受賞する。翌1849年、在ローマ・フランス・アカデミーの奨学金給付生となり留学した。留学中はローマのほかシチリア、さらにはギリシャも回り、古代建築への情熱を駆り立て、それらの研究成果を1853年、サロン・ド・パリに出品した。その後、エドモン・アブーとギリシャを、また、テオフィル・ゴーティエとコンスタンチノープルをそれぞれ訪れた。アイギナ島のアファイア神殿の影響を受けて、多色画法を学ぶようになった。
帰国後はバリューのもとで修行し、1860年にオペラ座の建築設計競技で当選し、ガルニエ設計による壮麗なオペラの殿堂が実現する（1862年 - 1875年）。1874年、フランス学士院会員と同時に、アカデミー・デ・ボザール建築部門に名を連ねるが、アトリエは持たなかった。

## 主な作品

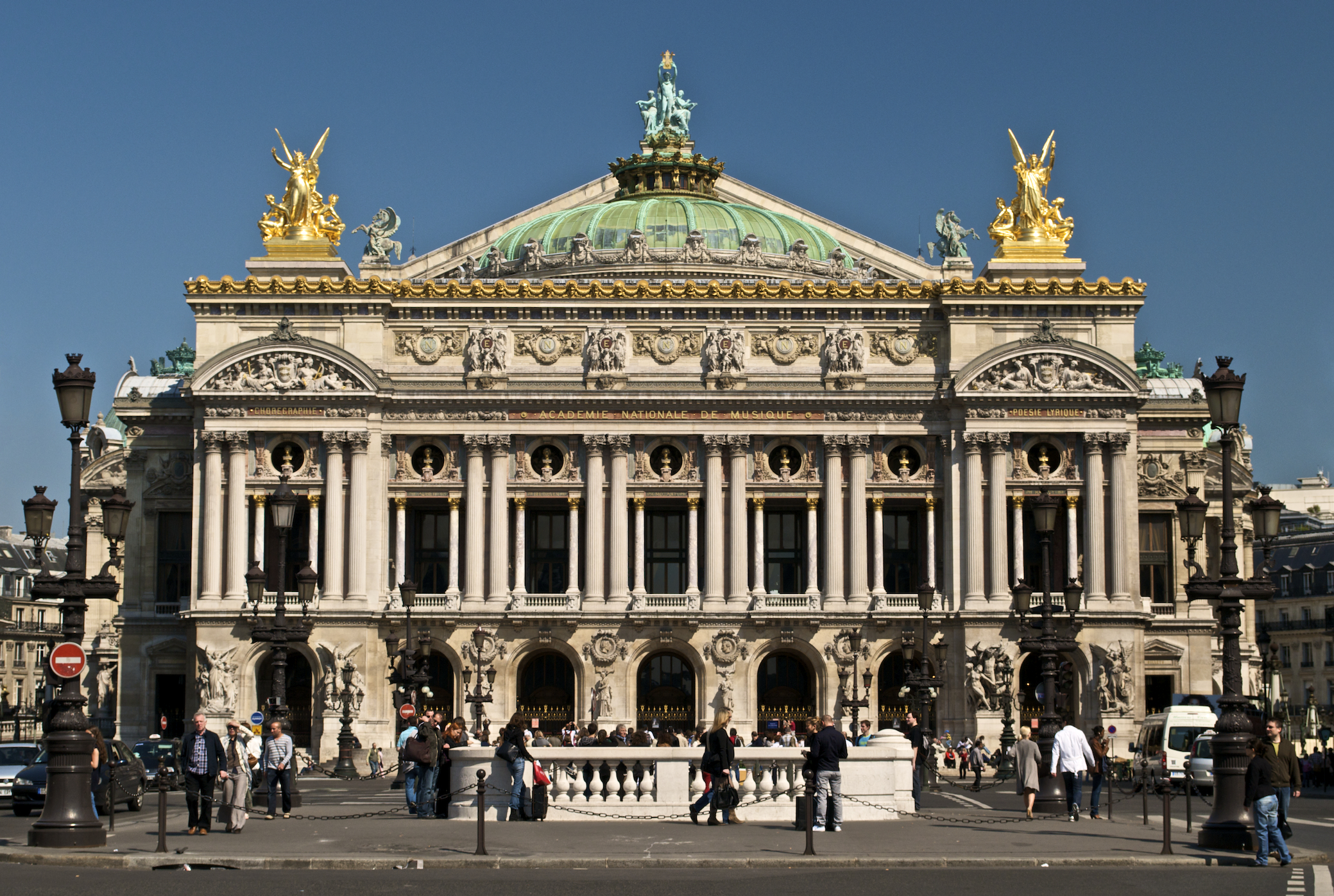
パリ・オペラ座（ガルニエ宮）

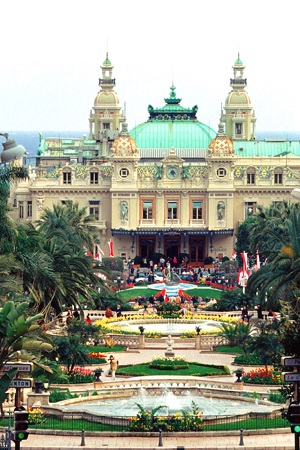
モンテカルロ国営カジノ

### フランス国内における作品
- パリ
  - オペラ座（ガルニエ宮）
  - マリニー劇場 Théâtre Marigny（マリニーの前景 ex-Panorama de Marigny）
  - サン・ジェルマン大通り図書館広場 The circle of the librairy, boulevard Saint-Germain
  - オテル・マルティキュリエール The hôtel particulier rue du Docteur-Lancereaux （メゾン・オペラ "maison opéra"）
  - ジャック・オッフェンバックの墓（モンマルトル墓地内、1880年）
  - The Ateliers Berthier, on the boulevard of the same name, the annex of the Opéra and it's fabrication workshops for decorations and storage of costumes and scenery. This building was his last realisation.
- プロヴァンス
  - The casino and thermal baths of Vittel
  - The église of Chapelle-en-Thiérache
  - ニース天文台 (ギュスターヴ・エッフェルとの共作)

### フランス国外における作品
- モナコ
  - モンテカルロ国営カジノ、オペラ座、グラントテル・ド・パリ
- イタリア・ボルディゲーラ（ガルニエはしばしばこの地を訪れている）
  - The Église de Terrasanta
  - The École Communale, today the Mairie de la ville
  - ヴィラ・ビシュホーフスハイム Villa Bischoffsheim（現ヴィラ・エテリンダ Villa Etelinda）
  - ガルニエ荘（ヴィラ・ガルニエ） Villa Garnier （1872年）
  - ヴィラ・スタジオ Villa Studio

## 引用
- In 1851, alors qu'il est pensionnaire à la Villa Médicis à Rome et à l'occasion d'un voyage à Athens, Garnier s'exclame en découvrant le Parthenon : "Il n'y a pas à choisir entre les arts, il faut être Dieu ou architecte."
- "Les ingénieurs ont de fréquentes occasions d'employer le fer en grandes parties, et c'est sur cette matière que plus d'un fonde l'espoir d'une architecture nouvelle. Je lui dis tout de suite, c'est là une erreur. Le fer est un moyen, ce ne sera jamais un principe."